# سماتش كرغ
سماتش كرغ (بالفارسية: سماچ کرگ) هي قرية تقع في قسم نغور الريفي (مقاطعة تشابهار) في إيران. يقدر عدد سكانها بـ 532 نسمة بحسب إحصاء 2016.